# Trait suscrit
Un trait suscrit ou vinculum ou tiret en chef (en anglais overline, overbar ou overscore, terme créé à partir de underline et underscore), termes connus en mathématiques depuis 1899) fait référence à la modification typographique qui inscrit une ligne horizontale immédiatement au-dessus du texte. Il ne faut pas confondre le trait suscrit ou vinculum avec un symbole diacritique tel que le macron.

## En mathématiques et en science
- En mathématiques classique, un trait suscrit est principalement utilisé dans deux situations :

1. soit pour indiquer un segment de droite : AB
2. ou pour indiquer un développement décimal périodique : 1⁄7 = 0,142857 = 0,1428571428571428571... Puisqu'il n'est pas toujours possible de formater le nombre de façon que le trait suscrit soit au-dessus d'un certain chiffre, il est souvent placé à la gauche des chiffres qui se répètent : 
  - 3,3 = 3,333333333333...
  - 3,1234 = 3,123434343434...

- En mathématique, dans le domaine des nombres complexes, le trait suscrit peut désigner le conjugué et des opérations analogues : si {\displaystyle x=a+ib}, alors {\displaystyle {\overline {x}}=a-ib}.

- En statistique mathématique, le trait suscrit est aussi utilisé pour indiquer la moyenne statistique : {\displaystyle {\bar {x}}}.

- En théorie des ensembles, la négation peut être inscrite en ayant recours à un trait suscrit au-dessus des termes ou expressions : {\displaystyle {\overline {A\cap B}}={\overline {A}}\cup {\overline {B}}\iff {\overline {A\cup B}}={\overline {A}}\cap {\overline {B}}}.

- En logique booléenne, et plus généralement, en logique mathématique et dans les sciences y ayant recours, notamment en électronique numérique, certaines identités facilitent l'analyse de circuits logiques : {\displaystyle {\overline {A+B}}={\overline {A}}\cdot {\overline {B}}\iff {\overline {A\cdot B}}={\overline {A}}+{\overline {B}}\iff {\overline {AB}}={\overline {A}}+{\overline {B}}\iff {\overline {A+B}}} . La multiplication (croix ou point) signifiant ici le et logique, alors que le signe "plus" signifie le ou logique. Cette identité utilise une astuce mentale souvent présentée ainsi : « La coupure du trait suscrit entraine un changement d'opérateur là où la coupure a lieu ». (on passe ainsi du "." au "+" et inversement)

- En physique, un trait suscrit désigne parfois un vecteur, tout comme une flèche au-dessus du terme ou sa mise en gras :  {\displaystyle {\overline {x}}={\vec {x}}=}  x. Il faut cependant noter que la notation flèche reste la norme.

## Codage du trait suscrit en informatique
Dans Unicode, il existe le caractère diacritique U+0305 « combining overline » ◌̅. La différence avec un macron (U+0304) est que le résultat cumulé est une ligne continue :, comparer ◌̅◌̅◌̅ à ◌̄◌̄◌̄. Le symbole ISO/CEI 8859-1 0xaf/Unicode U+00AF : " ¯ ", quant à lui, est appelé à la fois overbar, macron ou overline et est un caractère indépendant (par exemple, 0, 1¯2¯). 
Dans la page de code 850 distribué avec MS-DOS, l’overline est à la position 238. Il a une signification différente selon le contexte.
Il existe également le caractère Unicode U+070F « Syriac Abbreviation Mark », utilisé pour marquer le texte syriaque d'un macron spécial : la ligne contient trois points, un au début, un au milieu et un à la fin. Traditionnellement, cette ligne marque la présence d'abréviations et de nombres. Cependant, la plupart des systèmes d'exploitation ne peuvent l'afficher correctement.